# Cancelli (Foligno)
Cancelli è una frazione montana del comune di Foligno (PG), appartenente alla circoscrizione n. 5 "Sant'Eraclio".
Il piccolo paese si trova a circa 900 m s.l.m., 14 km ad est di Foligno. È attualmente popolato da pochissime persone, tutte appartenenti alla stessa famiglia, omonima del borgo: i Cancelli.
Per raggiungere il paese, si devia dalla Strada statale 77 della Val di Chienti all'altezza di Scopoli, percorrendo una lunga strada sterrata che si inerpica sulle pendici di monte Cologna. Oppure, si sale da Sant'Eraclio in direzione Scandolaro e si prosegue per Cancelli.

## Storia
Nel 1889 vennero trovati dei reperti archeologici risalenti ad un periodo anteriore a quello dell'avvento di Roma; in seguito furono anche rinvenute diverse monete d'epoca imperiale. Questi ritrovamenti testimoniano la presenza umana in quei luoghi, precedente all'avvento del Cristianesimo, e la presenza di santuari protostorici umbri. È qui che si inserisce la leggenda/tradizione che rende celebre Cancelli nel circondario folignate ed anche oltre: il passaggio degli apostoli Pietro e Paolo. Durante il loro peregrinare, essi si trovarono a passare per il paese e furono ospitati da una famiglia del luogo. Per ricambiare il favore, visto che il capofamiglia lamentava un disturbo sciatico, gli apostoli donarono a lui e a tutti i suoi discendenti primogeniti di sesso maschile, residenti a Cancelli, la facoltà di guarire i mali legati al dolore ischiatico (la nevralgia sciatica).
Al XIII secolo risalgono invece i primi scritti che riportano il nome di Cancelli; nel 1644 il paese e le sue pertinenze risultavano abitati da 118 persone e godevano di una posizione dominante nei confronti dei borghi vicini.

## Economia e manifestazioni
L'unica famiglia oggi residente nel paese (anch'essa di nome Cancelli) si ritiene discendente dall'antico ospite degli apostoli e reclama la facoltà di guarigione a loro "divinamente" conferita. Questo ha sicuramente giovato nel tempo all'economia di Cancelli, altrimenti basata solo su attività agricole, boschive o pastorali. Non di rado si è reso necessario, nei secoli passati, l'intervento ecclesiastico per regolamentare l'esercizio delle attività "lenitive": i guaritori non dovevano chiedere somme di denaro, bensì solamente accettare le offerte dei pellegrini che a loro si fossero rivolti. In breve tempo, la fama crebbe e raggiunse perfino il Piemonte.
Le principali feste del paese si celebrano in occasione dell'Ascensione e per i Ss. Pietro e Paolo (29 giugno), patroni di Cancelli e del santuario.

### Curiosità
Come per la gran parte delle pratiche rituali similari (vietate già a partire dal Concilio di Trento), la Chiesa non riconosce ufficialmente le proprietà guaritive dei Cancelli, anche se rilascia una sorta di "patentino" che autorizza i soli primogeniti maschi all'esercizio della pratica anche fuori delle mura del santuario, che avviene esclusivamente all'interno del Santuario e solo eccezionalmente può essere svolta all'esterno.
Il vescovo folignate Bizzoni, nel 1586, arrivò addirittura a proibire l'esercizio delle guarigioni, almeno fino a quando non dovette approfittarne egli stesso per guarire la propria sciatica.
Anche alcuni Papi, tra cui Pio IX, approfittarono dei "guaritori" di Cancelli. All'interno del santuario è conservata una bolla papale che autorizza la pratica. Va notato che questi guaritori non possono accettare alcun compenso per la loro prestazione (ciò corrisponde anche alle regole degli sciamani), ma possono solo accettare un'offerta per la chiesa.
A tutt'oggi, ovviamente, non risulta alcuno studio scientifico circa l'efficacia dei metodi utilizzati dai guaritori di Cancelli: si tratta generalmente di lievi tocchi e benedizioni eseguiti sulla schiena e sui fianchi dei malati, che a detta di alcuni teologi, corrispondono esattamente all'antica benedizione di Mosè.
La popolarità di Cancelli crebbe in tempi recenti, quando Enzo Tortora ospitò un membro della famiglia Cancelli alla trasmissione televisiva cult Portobello.

## Monumenti e luoghi d'interesse

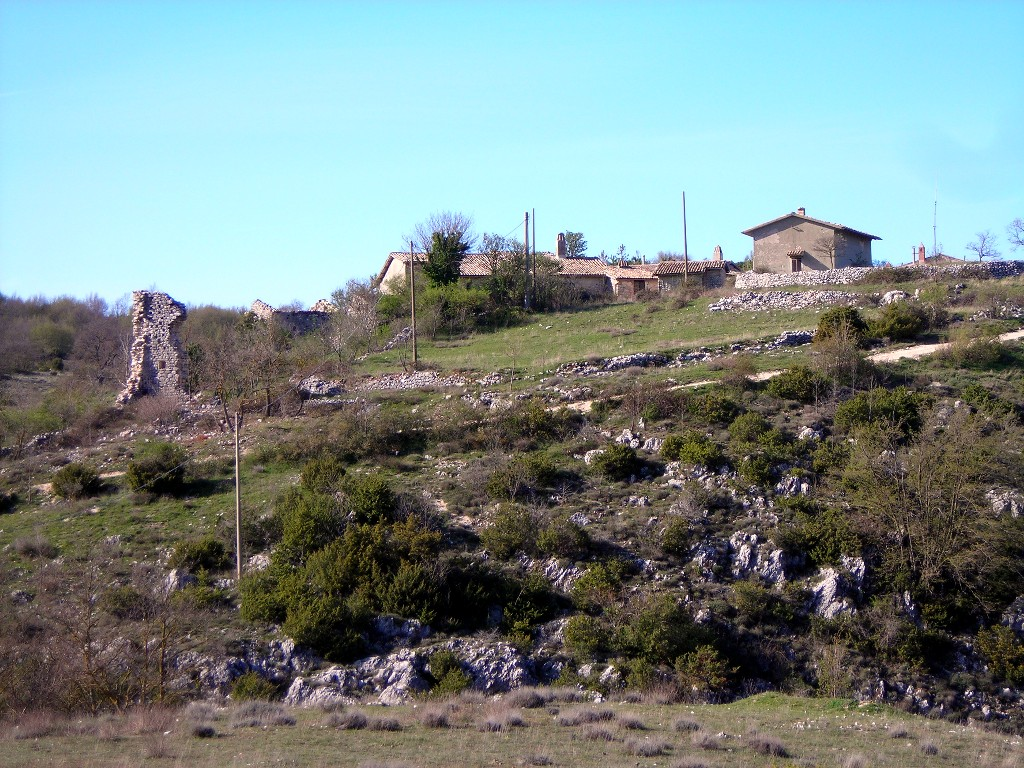
Cascito.

- Santuario dei Santi Apostoli Pietro e Paolo (XVII secolo), a croce greca con abside di forma circolare. Dalla zona posteriore all'altare si scende nella cripta inferiore, la Camera degli Apostoli, ove vengono praticati i rituali di guarigione. Nel 1763 la chiesa venne arricchita di numerosi stucchi ed ornamenti, grazie alle generose donazioni provenienti dalla nobiltà e dalla curia vescovile torinese.

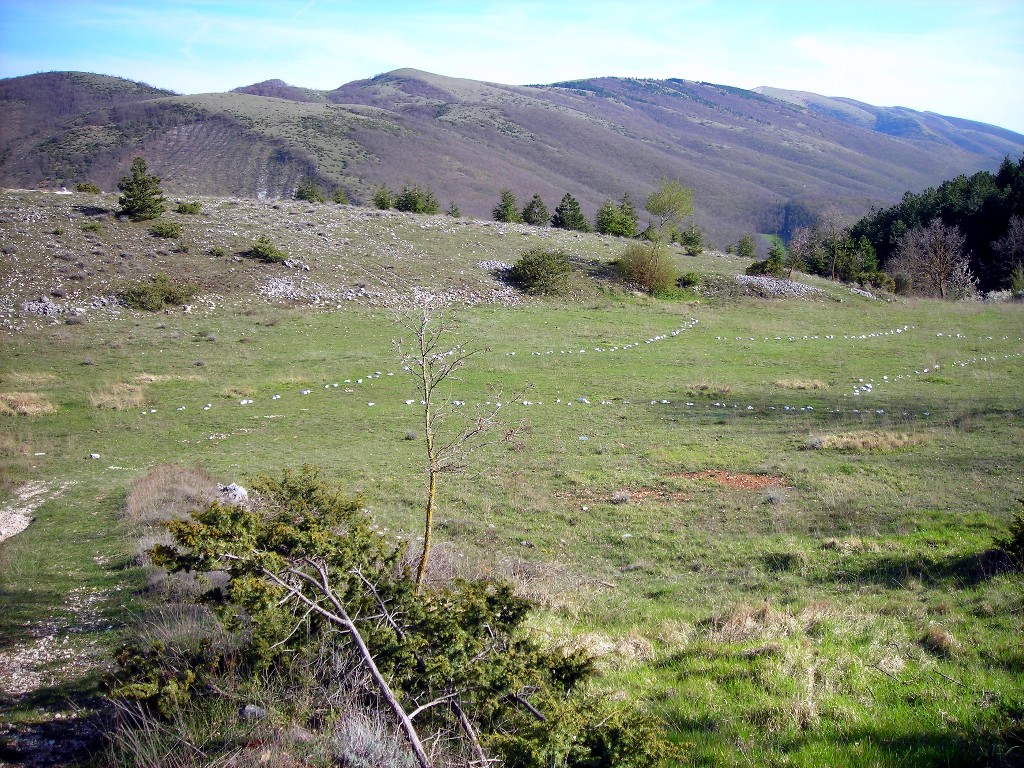
Una strana composizione artistica nei prati sopra Cancelli.

- Rovine di Cascito.